# Mare de Déu del Carme d'Alacant
L'església de la Mare de Déu del Carme està situada en l'avinguda dels Exèrcits Espanyols del barri alacantí de la Mare de Déu del Carme. Va ser construïda el 1959 amb plans de l'arquitecte Francisco Muñoz Llorens.
L'antiga Barriada Francisco Franco, popularment Les Mil Vivendes, de 1956, recau a la carretera del Palamó i és la primera actuació residencial pública de la postguerra que, realitzada al sector nord de creixement d'Alacant, es troba despenjada del nucli urbà, de manera que la comunicació amb el conjunt de la ciutat era molt precària, la qual cosa feia a aquest barri funcionar de manera molt precària amb la resta de la ciutat d'Alacant.
Hui, el barri original ha estat demolit i substituït per nova edificació, ja que el conjunt edificat inicialment estava en molt mal estat de conservació. L'església és l'únic edifici que ha sobreviscut de la barriada, que va passar a dur el nom de la Mare de Déu del Carme, advocació de la seua església.
La situació urbanística és de gran rellevància, ja que va ocupar el lloc central de tota l'actuació i és, per tant l'espai més accessible. No obstant això, en relació amb aquesta posició, sembla que aquesta xicoteta església no volguera prendre protagonisme urbà, per quedar configurada com una construcció de caràcter rural.

## Descripció
Té una planta trapezoidal i del costat menor, el del presbiteri, ixen sengles ales que contenen els locals parroquials annexos a la nau. La forma de trapezi al que s'accedeix pel costat major, accentua l'efecte d'espai i de profunditat, la qual cosa se'ns mostra com un recurs de l'arquitectura barroca que, no obstant això, no es manifesta en cap dels signes d'aquest edifici, que busca molt més la seua identificació amb l'arquitectura rural, com en la forma en què la coberta baixa cap a l'atri d'entrada, en la utilització de la rajola i els revestiments pintats de blanc, en la forma d'interpretar el clarobscur i els murs nets sense la presència d'additaments que enterbolisquen la neteja i simplicitat de la construcció, de la qual es pretén traure tota la seua capacitat expressiva.